# Automeris beckeri
Automeris beckeri é uma espécie de mariposa do gênero Automeris, da família Saturniidae.
Sua ocorrência foi registrada no Brasil e no Peru.